# Montigny-la-Resle
Montigny-la-Resle är en kommun i departementet Yonne i regionen Bourgogne-Franche-Comté i norra Frankrike. Kommunen ligger i kantonen Ligny-le-Châtel som tillhör arrondissementet Auxerre. År 2022 hade Montigny-la-Resle 582 invånare.

## Befolkningsutveckling
Antalet invånare i kommunen Montigny-la-Resle
| Referens: INSEE |